# Hancourt British Cemetery
Hancourt British Cemetery is een Britse militaire begraafplaats met gesneuvelden uit de Eerste Wereldoorlog, gelegen in het Franse dorp Hancourt (departemnet Somme). De begraafplaats werd ontworpen door George Goldsmith en ligt aan de Rue d'Aix op 300 m ten zuidoosten van het dorpscentrum (gemeentehuis). Ze heeft een trapeziumvormig grondplan met een oppervlakte van 586 m² en wordt omsloten door een bakstenen muur. Vanaf de weg leidt een graspad van 30 m en een drietal treden naar de open toegang die wordt afgebakend door 4 paaltjes die verbonden zijn door metalen kettingen. Direct na de ingang staat het Cross of Sacrifice en verderop ligt het terrein met de graven dat iets lager ligt dan het voorste gedeelte dat ervan gescheiden is door een laag bakstenen muurtje. 
Er liggen 116 doden begraven waaronder 19 niet geïdentificeerde.
De begraafplaats wordt onderhouden door de Commonwealth War Graves Commission.

## Geschiedenis
Hancourt werd half september 1918 door het Australian Corps veroverd. De begraafplaats werd in september 1918 door Australische eenheden aangemaakt en de oorspronkelijke graven liggen in de rijen B, C en D. Na de wapenstilstand werden nog graven vanuit de omliggende slagvelden en een kleinere begraafplaats toegevoegd. Deze ontruimde begraafplaats was: Estrees-en-Chaussee British Cemetery waar 28 gesneuvelden waren begraven. 
Onder de geïdentificeerde slachtoffers zijn er 66 Britten en 31 Australiërs. Voor 4 Britten van het Northamptonshire Regiment werden Special Memorials opgericht omdat hun graven niet meer gelokaliseerd konden worden en men neemt aan dat ze zich onder naamloze grafzerken bevinden.

## Graven

### Onderscheiden militairen
- Octavius Edward Fane, majoor bij de Royal Garrison Artillery werd onderscheiden met de Distinguished Service Order en het Military Cross (DSO, MC).
- Arthur Stone, luitenant-kolonel bij de Lancashire Fusiliers werd onderscheiden met de Distinguished Service Order (DSO).
- James Towers Kirkland, kapitein bij het Royal Army Medical Corps werd onderscheiden met het Military Cross (MC).
- Clifford Charles Wills, sergeant bij de Australian Field Artillery werd onderscheiden met de Distinguished Conduct Medal (DCM).
- sergeant Frederick Watts en soldaat Vincent Graves, beide van de Australian Infantry, A.I.F., korporaal William Hugh Montfort van de Australian Field Artillery en soldaat J. Ritchie van het Australian Army Medical Corps werden onderscheiden met de Military Medal (MM).

### Alias
- kanonnier Charles Alexis Vuilleumier diende onder het alias Charles Alexis Stormont bij de Australian Field Artillery.